# Gran Hermano Dúo
Gran Hermano Dúo (anche abbreviato in GH Dúo) è un programma televisivo spagnolo di genere reality e spin-off del Gran Hermano, prodotto da Zappelin TV e Mediaset España e trasmesso su Telecinco dall'8 gennaio 2019.

## Il programma
Un gruppo di concorrenti famosi, formato da coppie o terzetti, vive insieme in una casa dove i suoi membri vengono registrati da telecamere e microfoni 24 ore al giorno. Questi duetti/trio hanno o hanno avuto una storia d'amore o hanno questioni in sospeso da risolvere. Per tutti questi motivi, a differenza del Gran Hermano e del Gran Hermano VIP, questo format presenta elementi e stanze che permettono ai concorrenti di vivere momenti di coppia. Allo stesso modo, lo spettacolo ha una stanza in cui i concorrenti possono risolvere un conflitto e un'altra stanza per ricevere visitatori esterni.
Allo stesso modo, agli abitanti della casa è severamente vietato qualsiasi contatto con il mondo esterno e possono ricevere assistenza psicologica solo se lo desiderano. La durata del programma è di circa tre mesi.
I concorrenti devono svolgere vari compiti per mantenere pulita la casa e superare prove settimanali poste dagli organizzatori per guadagnare denaro con cui fare la spesa settimanale. I concorrenti ricevono un budget settimanale per l'acquisto di cibo e altri articoli, che varia a seconda delle loro esigenze. Vengono inoltre effettuati test settimanali per determinare i capi della casa, che godono di privilegi quali l'immunità, lo scambio di candidati o il soggiorno nella suite.
Ogni settimana ci sono le nomination, in cui i duetti/triottini di concorrenti indicano i nomi delle due coppie/triottini che vorrebbero vedere uscire dalla casa. Infine, vengono nominati i duo/trio che ottengono i punteggi più alti, anche se i membri di ogni coppia/trio nominati sono esposti individualmente al rischio di espulsione. Dopo una settimana di attesa, vengono informati della decisione del tribunale, che ha votato per decidere chi deve essere espulso. In quel preciso momento, il concorrente prescelto dovrà uscire di casa e dirigersi in studio per sottoporsi a un'intervista sul suo concorso. Vale la pena notare che quando una coppia di due persone viene eliminata, i concorrenti rimasti in casa formano una nuova coppia. Questa meccanica continua più o meno fino a metà gara, quando le coppie si sciolgono e i coinquilini cominciano a gareggiare individualmente. L'ultimo concorrente rimasto in casa vincerà una consistente somma di denaro.

## Location
Per diverse settimane, diverse coppie e trii formati da concorrenti famosi vivono insieme nella casa di Guadalix de la Sierra, mentre cercano di superare gli sfratti decisi periodicamente dal pubblico e di aggiudicarsi così il premio finale, con un unico vincitore individuale.

## Edizioni
| Edizione | Conduzione           | Periodo         | Periodo        | Puntate | Giorni | Montepremi | Concorrenti | Vincitori        |
| Edizione | Conduzione           | Inizio          | Fine           | Puntate | Giorni | Montepremi | Concorrenti | Vincitori        |
| -------- | -------------------- | --------------- | -------------- | ------- | ------ | ---------- | ----------- | ---------------- |
| 1ª       | Jorge Javier Vázquez | 8 gennaio 2019  | 11 aprile 2019 | 16      | 93     | 300000 €   | 16          | María Jesús Ruiz |
| 2ª       | Marta Flich          | 11 gennaio 2024 | 3 marzo 2024   | 11      | 52     | 300000 €   | 13          | Lucía Sánchez    |
| 3ª       | Carlos Sobera        | 2 gennaio 2025  | 4 marzo 2025   | 11      | 61     | 300000 €   | 16          | Marieta Sola     |

## Audience
| Edizione | Rete televisiva | Anno | Stagione          | Programmazione | Programmazione | Programmazione | Programmazione | Programmazione | Programmazione | Programmazione | Telespettatori | Share  | Premiere       | Premiere | Finale         | Finale |
| Edizione | Rete televisiva | Anno | Stagione          | L              | M              | M              | G              | V              | S              | D              | Telespettatori | Share  | Telespettatori | Share    | Telespettatori | Share  |
| -------- | --------------- | ---- | ----------------- | -------------- | -------------- | -------------- | -------------- | -------------- | -------------- | -------------- | -------------- | ------ | -------------- | -------- | -------------- | ------ |
| 1ª       | Telecinco       | 2019 | inverno-primavera |                |                |                |                |                |                |                | 2 832 000      | 26,30% | 2 532 000      | 22,30%   | 3 882 000      | 33,90% |
| 2ª       | Telecinco       | 2024 | inverno           |                |                | 999 000        | 13,10%         | 931 000        | 12,70%         | 1 212 000      | 13,00%         |        |                |          |                |        |
| 3ª       | Telecinco       | 2025 | inverno           |                | 879 000        | 13,80%         | 976 000        | 14,20%         | 1 089 000      | 17,60%         |                |        |                |          |                |        |

## Altre versioni
- In Italia dal 7 aprile[3] al 4 maggio 2025[4], con la conduzione di Ilary Blasi[5], è andato in onda su Canale 5 The Couple - Una vittoria per due[6], adattamento italiano del reality spagnolo Gran Hermano Dúo e spin-off del reality italiano Grande Fratello[7].